# Солонцовий (Калманський район)
Солонцо́вий (рос. Солонцовый) — селище у складі Калманського району Алтайського краю, Росія. Входить до складу Кубанської сільської ради.

## Населення
Населення — 30 осіб (2010; 89 у 2002).
Національний склад (станом на 2002 рік):
- росіяни — 93 %